# Synode von Beth Lapat
Das Konzil von Bet Lapat (Synode von Beth Lapat) war ein Konzil der Kirche des Ostens, das 484 unter der Leitung von Katholikos Barsauma von Nisibis in Bet Lapat (heute Gundischapur, Iran) abgehalten wurde.

## Bedeutung
Das Konzil gilt als Geburtsstunde der Persischen Kirche (syrisch ܥܕܬܐ ܕܡܕܢܚܐ ʿĒ(d)tāʾ d-Maḏn(ə)ḥāʾ), die sich 604 von der Kirche des Ostens abspaltete, weil sie Reformen ablehnte, die durch Babai angeregt worden waren. Auf dem Konzil nahm die Kirche die Lehre des Nestorianismus an. Weitere Entscheidungen betrafen das Zölibat. Die Ablehnung des Zölibats wurde zum Erkennungsmerkmal des Klosterlebens in der Persischen Kirche, wodurch sie sich von der Kirche des Ostens unterschied.
Die Annahme der Lehren von Nestorius, die beim Konzil von Ephesos (431) verworfen worden waren, trennte die Kirche endgültig von der byzantinischen Kirche. Die Entscheidungen zielten darauf ab, den zoroastrischen persischen König zu versöhnen, der sich ständig im Krieg mit den Byzantinern befand. Der frühere pro-byzantinische Katholikos Babaeus (Mar Babwahi) war hingerichtet worden und die Perser hatten den Nestorianern seit 462 Asyl gewährt. Die Zoroastrier hielten Familienleben heilig und verabscheuten die monastische Bewegung der Christen.
Die Beschlüsse brachten jedoch keine Verbesserung der staatlichen Politik gegenüber der Kirche. Viele Christen verließen auch ihre Kirche und schlossen sich myaphysitischen Kirchen an.